# Rataje (gromada w powiecie wrzesińskim)
Rataje – dawna gromada, czyli najmniejsza jednostka podziału terytorialnego Polskiej Rzeczypospolitej Ludowej w latach 1954–1972.
Gromady, z gromadzkimi radami narodowymi (GRN) jako organami władzy najniższego stopnia na wsi, funkcjonowały od reformy reorganizującej administrację wiejską przeprowadzonej jesienią 1954 do momentu ich zniesienia z dniem 1 stycznia 1973, tym samym wypierając organizację gminną w latach 1954–1972.
Gromadę Rataje z siedzibą GRN w Ratajach utworzono – jako jedną z 8759 gromad na obszarze Polski – w powiecie wrzesińskim w woj. poznańskim, na mocy uchwały nr 42/54 WRN w Poznaniu z dnia 5 października 1954. W skład jednostki weszły obszary dotychczasowych gromad Ksawerów, Pietrzyków, Pietrzyków Kolonia (bez obszaru włączonego do nowo utworzonej gromady Wrąbczynkowskie Holendry) i Rataje oraz miejscowości Dłusk i Wymysłów z dotychczasowej gromady Dłusk ze zniesionej gminy Dłusk, a także działki 20-23 o powierzchni 15,80 ha z obrębu Borkowo z dotychczasowej gromady Szamarzewo ze zniesionej gminy Borzykowo – w tymże powiecie. Dla gromady ustalono 14 członków gromadzkiej rady narodowej.
Gromadę zniesiono 1 stycznia 1962, a jej obszar włączono do nowo utworzonej gromady Pyzdry w tymże powiecie.